# Hawana – miasto utracone
Hawana – miasto utracone – amerykański dramat z 2005 roku w reżyserii Andy’ego Garcíi.

## Obsada
- Andy García – Fico Fellove
- Inés Sastre – Aurora Fellove
- Tomás Milián – Don Federico Fellove
- Richard Bradford – Don Donoso Fellove
- Nestor Carbonell – Luis Fellove
- Enrique Murciano – Ricardo Fellove
- Dominik García-Lorido – Mercedes Fellove
- Dustin Hoffman – Meyer Lansky
- Bill Murray – Pisarz
- Lorenzo Feijóo – Leonela
- Steven Bauer – Kapitan Castel
- Juan Fernández – Prezydent Fulgencio Batista
- Jsu Garcia – Ernesto „Che” Guevara
- William Marquez – Rodney
- Julio Oscar Mechoso – Pułkownik Candela

## Opis fabuły
Film opowiada historię trzech braci, których życie zmieniło się w wyniku przeprowadzonej przez Fidela Castro rewolucji na Kubie. Jest rok 1958. Kiedy jedni chcą przejąć władzę w mieście, właściciel klubu muzycznego El Tropico, Fico Fallone, próbuje zatrzymać to, co posiada, zadbać o rodzinę i zachować miłość kobiety. Bracia Fico przyłączają się do rewolucjonistów, a Fico zmuszony jest do pozostawienia tego, co kocha i ucieczki do USA.